# Entedon wilsonii
Entedon wilsonii är en stekelart som beskrevs av Yang 1996. Entedon wilsonii ingår i släktet Entedon och familjen finglanssteklar. Inga underarter finns listade i Catalogue of Life.